# Gare d’Ennevelin
Gare d’Ennevelin vasútállomás Franciaországban, Ennevelin településen.

## Vasútvonalak
Az állomást az alábbi vasútvonalak érintik:
- Fives-Hirson-vasútvonal

## Kapcsolódó állomások
A vasútállomáshoz az alábbi állomások vannak a legközelebb:
- Gare de Fretin
- Gare de Templeuve